# Ludia sessilis
Ludia sessilis är en videväxtart som beskrevs av Herman Otto Sleumer. Ludia sessilis ingår i släktet Ludia och familjen videväxter. Inga underarter finns listade i Catalogue of Life.